# Couvent des Carmélites de Ploërmel
Le couvent des Carmélites de Ploërmel est un ancien couvent situé à Ploërmel, dans le Morbihan, en France. Il abrite un collège de l'enseignement privé depuis 1932.

## Localisation
Le couvent est situé rue Sénéchal-Thuault, à Ploërmel.

## Historique
Le couvent est fondé le 15 octobre 1627 par le Carmes de Vannes, trois ans après l'installation des Ursulines. Les travaux du couvent durent de 1630 à 1645. Une aile est ajoutée au nord du bâtiment en 1649. Une première chapelle est bâtie entre 1680 et 1702 sur les plans de l'architecte Jean Gruau, la chapelle actuelle étant construite vers 1750.
À la suite d'un inventaire tenu le 19 octobre 1790, les moniales sont expulsées par les Révolutionnaires le 1er octobre 1792. Conservé dans le domaine national, il sert alors de grenier, de garde-meubles, puis de prison. Une partie des bâtiments est affecté à une école en 1794 et à une gendarmerie en 1798.
Par décret impérial, le couvent est rétrocédé aux Ursulines, qui s'approprient les lieux le 15 mars 1811. Elles y ouvrent une école pour jeunes filles. À la suite des lois sur l'instruction publique de la fin du XIXe et du début du XXe siècle, les Ursulines sont expulsées par décret le 1er octobre 1904. Racheté en 1913, le couvent devient le pensionnat du Sacré-Cœur, qui est repris par les Filles de Jésus de Kermaria en 1932.
Le couvent est bombardé les 12 et 13 juin 1944. La chapelle est restaurée en 1952. Pour accueillir les nouveaux élèves en nombre croissant, un nouveau bâtiment est construit entre 1959 et 1961. Le collège devient mixte en 1974. Un incendie ravage le couvent dans la nuit du 28 février 2006.
Les façades et toitures du cloître et des deux ailes attenantes sur la cour d'entrée, ainsi que le grand escalier, le réfectoire et la chapelle sont inscrits au titre des monuments historiques par arrêté du 13 août 1987.